# Chuối tiêu mỏ to
Chuối tiêu mỏ to (Malacocincla abbotti) là một loài chim thuộc họ Chuối tiêu. Chúng phân bố dọc theo dãy Hy Mã Lạp Sơn ở Nam Á và trong các cánh rừng ở Đông Nam Á.

## Phân loại
Chuối tiêu mỏ to được nhà động vật học người Anh Edward Blyth mô tả năm 1845 và đặt cho danh pháp hai phần là Malacocincla abbotti. The genus Tên của chi Malacocincla là kết hợp của malakos trong tiếng Hy Lạp cổ đại có nghĩa là "mềm mại" và cinclus trong tiếng Latinh, có nghĩa là "chim hoét". Tên loài abbotti được Blyth chọn nhằm tôn vinh nhà sưu tầm tiêu bản, Trung tá J. R. Abbott (1811–1888). Blyth đã đặt ra chi Malacocincla mới cho loài này, nhưng các đồng nghiệp của ông sau này lại xếp loài này vào chi Turdinus và Trichastoma. Loài này được xếp trở lại vào chi Malacocincla sau khi được xem xét lại vào năm 1985.
Loài này có 8 phân loài được chấp nhận:
- M. a. abbotti Blyth, 1845 – phía đông dãy Himalaya đến trung tâm bán đảo Mã Lai
- M. a. krishnarajui Ripley & Beehler, 1985 – miền đông Ấn Độ
- M. a. williamsoni Deignan, 1948 – miền đông Thái Lan đến miền nam Việt Nam
- M. a. obscurior Deignan, 1948 – miền đông Thái Lan và phía tây nam Campuchia
- M. a. altera Sims, 1957 – miền trung Lào và miền trung Việt Nam
- M. a. olivacea Strickland, 1847 – phía nam bán đảo Mã Lai và Sumatra
- M. a. concreta Büttikofer, 1895 – Borneo và Belitung
- M. a. baweana Oberholser, 1917 – Bawean (phía bắc Java)

## Mô tả

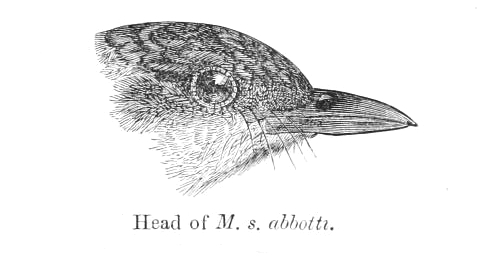
Đầu

## Phân bố và môi trường sống

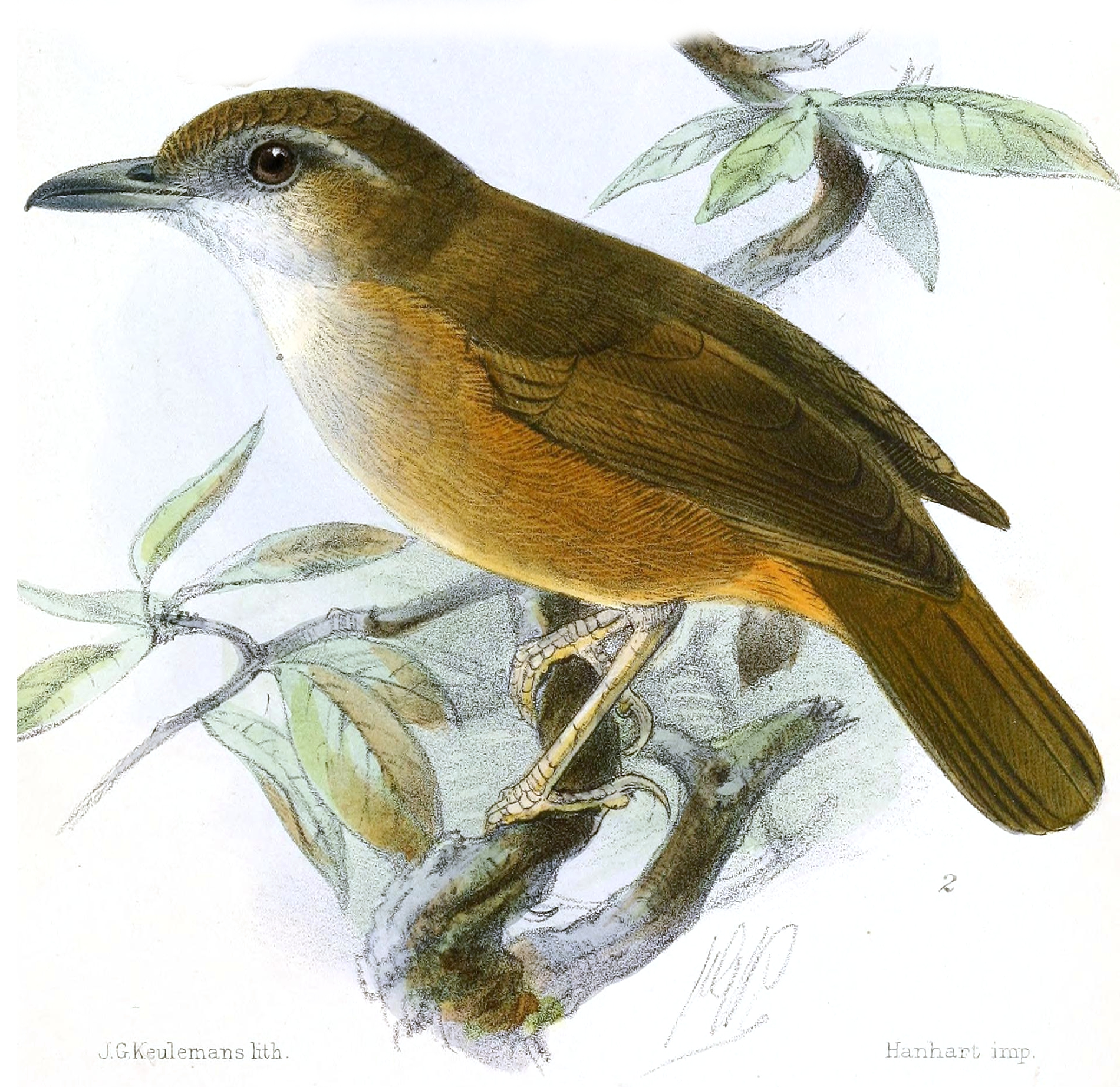
Hình minh họa của John Gerrard Keulemans